# Єхімільку
Єхімільку (Єхімількі, Єхімільк, Єхавмілк) (д/н— бл. 940 до н. е.) цар міста-держави Бібл бл. 975—940 роках до н.е.

## Життєпис
Походив з династії Ахірама. Син Ітобаала, царя Бібла. Спадкував трон близько 975 року до н. е. Основні відомості про Єхімільку містяться у написі, знайдено під час археологічних розвідок. З них випливає, що цар активно займався розбудовою міста, зведенням нових храмів, що свідчить про відсутність зовнішньої загрози та значному піднесенні держави.
Можливо десь у 960-х роках до н.е. на нетривалий час поступився владою Хіраму, царю Тіра. Потім повернув собі трон. За іншою версією Єхімільку лише визнав зверхність Хірама Тірського. Панував до середини X ст. до н. е., помер між 950 і 940 роками до н. е. Йому спадкував старший син Абібаал.